# 기장-현대차 드림 볼파크
기장-현대차 드림 볼파크는 부산광역시 기장군에 위치한 야구테마파크이다. 본래 이 자리에는 나비생태공원이 조성될 예정이었으나, 유치 실패 후 야구테마파크를 조성하여, 바로 옆 월드컵빌리지, 기장군민체육센터와 함께 기장군의 스포츠 공원을 조성하기로 하였다.
이에 부산시와 기장군, 현대자동차가 2012년 사회인·유소년 야구 저변 확대 목적으로 ‘꿈의 구장’을 조성하는 협약을 체결하면서 추진했고, 부산광역시 기장군 일광면 동백리 425번지에 야구테마파크를 조성하여 2016년 8월 10일 개장식과 함께 공식개장하였다.
기장-현대차 드림 볼파크는 천연잔디구장(중앙 122m, 좌·우 98m) 1면과 인조잔디구장 3면 등 정식 규격 야구장 4면과,소프트볼구장 1면, 리틀구장 1면씩을 갖추고 있다. 추후에 야구체험관, 실내야구연습장, 그리고 한국 야구 명예의 전당이 들어설 예정이다.
이 곳에서 2016년 9월 3일부터 11일까지 2016년 여자 야구 월드컵을 성공적으로 개최하였고,  2018년 7월 15일에 대한야구소프트볼협회와 기장군은 2019년에 열리는 제29회 세계청소년야구선수권대회 [WBSC 18세 이하 야구월드컵, WBSC U-18 Baseball World Cup] 개최권을 획득했다고 발표.했다. 이로써 기장-현대차 드림 볼파크에서는 2016에 이어 3년만에 세계대회를 개최하게 되었다.